# Remena-rocs fosc
El remena-rocs negre o picaplatges fosc(Arenaria melanocephala) és una espècie d'ocell de la família dels escolopàcids (Scolopacidae) que en estiu habita la tundra costanera de l'oest d'Alaska i durant l'hivern les costes rocoses de la costa nord-americana del Pacífic fins Baixa Califòrnia.